# Trnovo (gmina Mrkonjić Grad)
Trnovo (cyr. Трново) – wieś w Bośni i Hercegowinie, w Republice Serbskiej, w gminie Mrkonjić Grad. W 2013 roku liczyła 27 mieszkańców.